# ثلاثة قرود
ثلاثة قرود هو فيلم من نوع دراما أُصدر في 2008. الفيلم من إنتاج وتوزيع بيم للتوزيع ‏. وهو من إخراج نورى بيلجى جيلان، أما السيناريو فكان من كتابة نورى بيلجى جيلان وإيبرو جيلان وإيرجان كيسال.

## القصة
تقع أحداث الفيلم في إسطنبول. وقصة الفيلم الرئيسية حول الهروب بعد الحادث.

## طاقم التمثيل
- خديجة أصلان
- إيرجان كيسال
- احمد رفعت سنغار  [لغات أخرى]‏
- يافوز بينغول

## وصلات خارجية
- ثلاثة قرود على موقع IMDb (الإنجليزية)
- ثلاثة قرود على موقع ميتاكريتيك (الإنجليزية)
- ثلاثة قرود على موقع روتن توميتوز (الإنجليزية)
- ثلاثة قرود على موقع نتفليكس (الإنجليزية)
- ثلاثة قرود على موقع قاعدة بيانات الأفلام العربية
- ثلاثة قرود على موقع ألو سيني (الفرنسية)
- ثلاثة قرود على موقع Turner Classic Movies (الإنجليزية)
- ثلاثة قرود على موقع أول موفي (الإنجليزية)
- ثلاثة قرود على موقع بوكس أوفيس موجو (الإنجليزية)
- ثلاثة قرود على موقع فيلمافينيتي (الإسبانية)